# گنج‌های من
گنج‌های من (فرانسوی: Mes trésors) یک فیلم کمدی جنایی فرانسوی محصول سال ۲۰۱۷ به کارگردانی پاسکال بوردیو با بازی ژان رنو و ریم کریسی است.

## داستان
یک سارق سرشناس با دو دخترش همراه می‌شود تا به او کمک کنند، که از شریک سابقش که به او خیانت کرده انتقام بگیرد.